# Moronta
Moronta település Spanyolországban, Salamanca tartományban. Moronta Vitigudino, Pozos de Hinojo, Villares de Yeltes és Yecla de Yeltes községekkel határos. Lakosainak száma 76 fő (2024).

## Népesség
A település népessége az elmúlt években az alábbi módon változott:
| Lakosok száma | 129  | 119  | 111  | 105  | 94   | 86   | 75   | 71   | 76   | 76   |
|               | 2001 | 2004 | 2007 | 2009 | 2012 | 2014 | 2017 | 2019 | 2022 | 2024 |